# Schizonycha armipes
Schizonycha armipes är en skalbaggsart som beskrevs av Moser 1914. Schizonycha armipes ingår i släktet Schizonycha och familjen Melolonthidae. Inga underarter finns listade i Catalogue of Life.